# Југословенска демократска народна заједница
Југословенска демократска народна заједница је политичка организација равногорског покрета за време Другог светског рата.

## Програм
- Одржавање државног јединства Југославије;
- Претварање централистичке земље у федералистичку;
- Изградње државе на основама политичке, социјалне и економске демократије и правде;
- У практичкој политици: верност Савезницима и захтев да они буду верни према савезнику Краљевини Југославији и њеној законитој влади;
- Тежња да се прекине грађански рат са покретом отпора под Титовом командом. Тога ради, тајно захтевати посредовање Савезника да дође до споразума између два покрета отпора; позвати Комунистичку партију Југославије на политичку сарадњу; тражи на терену и у иностранству додир са њеним представницима; прихватити плебисцит о питању облика владавине у држави.
- Пред Конгресом ђенерал Михаиловић има да изјави:
  - (1) Да ни он, ни војска под његовом командом, не теже никаквој диктатури, већ су само органи државне законите власти;
  - (2) Да неће и не може бити никакве колективне одмазде за злочине почињене у току рата, већ ће по законима које ће донети изабрано Народно представништво то питање бити ликвидирано по начелу личне одговорности.[1]

## Политички кораци
Први велики практичан корак унапред био је Конгрес у селу Ба.